# Сокорро, Эктор
Э́ктор Соко́рро Варе́ла (исп. Héctor Socorro Varela; 26 июня 1912 — умер в начале 1980-х гг.) — кубинский футболист, нападающий. Участник чемпионата мира 1938 года во Франции, автор трёх мячей в ворота сборной Румынии.

## Биография
Эктор Сокорро играл за клуб «Пуэнтес-Грандес» (по данным National Football Teams — за клуб «Реал Иберия»). В составе сборной участвовал в отборочных играх к чемпионату мира 1934 года (забил 2 гола в ворота сборной Гаити). На ЧМ-1938 провёл 3 матча, забил 3 гола.
| Матчи и голы Эктора Сокорро за сборную Кубы | Матчи и голы Эктора Сокорро за сборную Кубы | Матчи и голы Эктора Сокорро за сборную Кубы | Матчи и голы Эктора Сокорро за сборную Кубы | Матчи и голы Эктора Сокорро за сборную Кубы | Матчи и голы Эктора Сокорро за сборную Кубы | Матчи и голы Эктора Сокорро за сборную Кубы |
| ------------------------------------------- | ------------------------------------------- | ------------------------------------------- | ------------------------------------------- | ------------------------------------------- | ------------------------------------------- | ------------------------------------------- |
| №                                           | Дата                                        | Место проведения                            | Соперник                                    | Счёт                                        | Голы                                        | Турнир                                      |
| 1                                           | 28 января 1934                              | Порт-о-Пренс, Гаити                         | Гаити                                       | 3:1                                         | 1                                           | Отборочный матч к ЧМ 1934                   |
| 2                                           | 1 февраля 1934                              | Порт-о-Пренс, Гаити                         | Гаити                                       | 1:1                                         | -                                           | Отборочный матч к ЧМ 1934                   |
| 3                                           | 4 февраля 1934                              | Порт-о-Пренс, Гаити                         | Гаити                                       | 6:0                                         | 1                                           | Отборочный матч к ЧМ 1934                   |
| 4                                           | 4 марта 1934                                | Мехико, Мексика                             | Мексика                                     | 2:3                                         | -                                           | Отборочный матч к ЧМ 1934                   |
| 5                                           | 11 марта 1934                               | Мехико, Мексика                             | Мексика                                     | 0:5                                         | -                                           | Отборочный матч к ЧМ 1934                   |
| 6                                           | 18 марта 1934                               | Мехико, Мексика                             | Мексика                                     | 1:4                                         | -                                           | Отборочный матч к ЧМ 1934                   |
| 7                                           | 5 июня 1938                                 | Тулуза, Франция                             | Румыния                                     | 3:3                                         | 2                                           | Чемпионат мира по футболу 1938              |
| 8                                           | 9 июня 1938                                 | Тулуза, Франция                             | Румыния                                     | 2:1                                         | 1                                           | Чемпионат мира по футболу 1938              |
| 9                                           | 12 июня 1938                                | Антиб, Франция                              | Швеция                                      | 0:8                                         | -                                           | Чемпионат мира по футболу 1938              |

Итого: 9 матчей / 5 голов: 3 победы, 2 ничьих, 4 поражения.

## Достижения
- Рекордсмен сборной Кубы по количеству голов на чемпионатах мира: 3 гола